# Hmvod
hmvod是由中國創意數碼娛樂於香港運營的OTT播放平台，並有本地原創劇。2016年11月，HMV數碼中國斥資4,650萬元收購香港點播平台Anyplex，然後在2017年3月時改組成hmvod。